# Họ Tôm he
Họ Tôm he (Penaeidae) là một họ tôm mang cành (Dendrobranchiata). Họ này chứa nhiều loài tôm có tầm quan trọng kinh tế, chẳng hạn như tôm sú (Penaeus monodon), tôm thẻ chân trắng (Litopenaeus vannamei), tôm thẻ trắng Đại Tây Dương (Penaeus setiferus) và tôm he Ấn Độ (Fenneropenaeus indicus). Xem thêm Chăn nuôi tôm để có thêm thông tin về việc chăn nuôi các loại tôm sú hay tôm thẻ.
Các giác quan tương tự như các đường bên [của cá] trên các râu được thông báo là tồn tại ở một vài loài tôm trong họ Penaeidae.
Ở mức 200 m/s là vận tốc truyền dẫn xung liên thần kinh myelin của các loài tôm he và nó là một kỷ lục thế giới trong truyền dẫn xung thần kinh ở động vật, bao gồm cả động vạt có xương sống.

## Các chi
- Artemesia
- Atypopenaeus
- Farfantepenaeus
- Fenneropenaeus: Tôm bạc thẻ, tôm nương
- Funchalia
- Heteropenaeus
- Litopenaeus
- Macropetasma
- Marsupenaeus: Tôm vằn
- Megokris
- Melicertus: Tôm gân
- Metapenaeopsis: Tôm vỏ đỏ
- Metapenaeus: Tôm rảo
- Miyadiella: Tôm he mắt dài
- Parapenaeopsis: Tôm sắt
- Parapenaeus: Tôm he giả
- Pelagopenaeus
- Penaeopsis
- Penaeus: Tôm he, tôm thẻ, tôm sú
- Protrachypene
- Rimapenaeus
- Tanypenaeus
- Trachypenaeopsis: Tôm đanh
- Trachypenaeus
- Trachysalambria
- Xiphopenaeus

## Hình ảnh

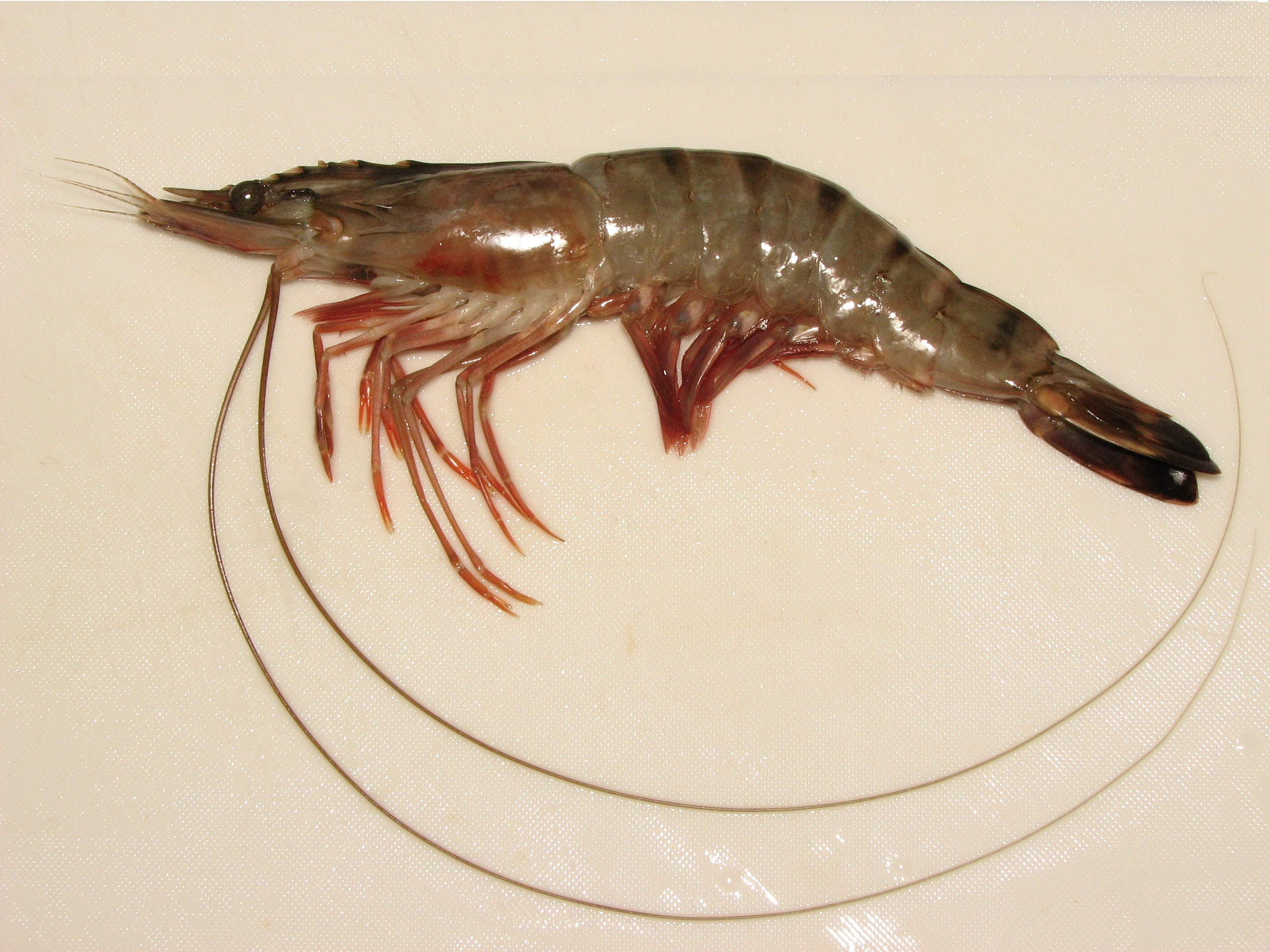
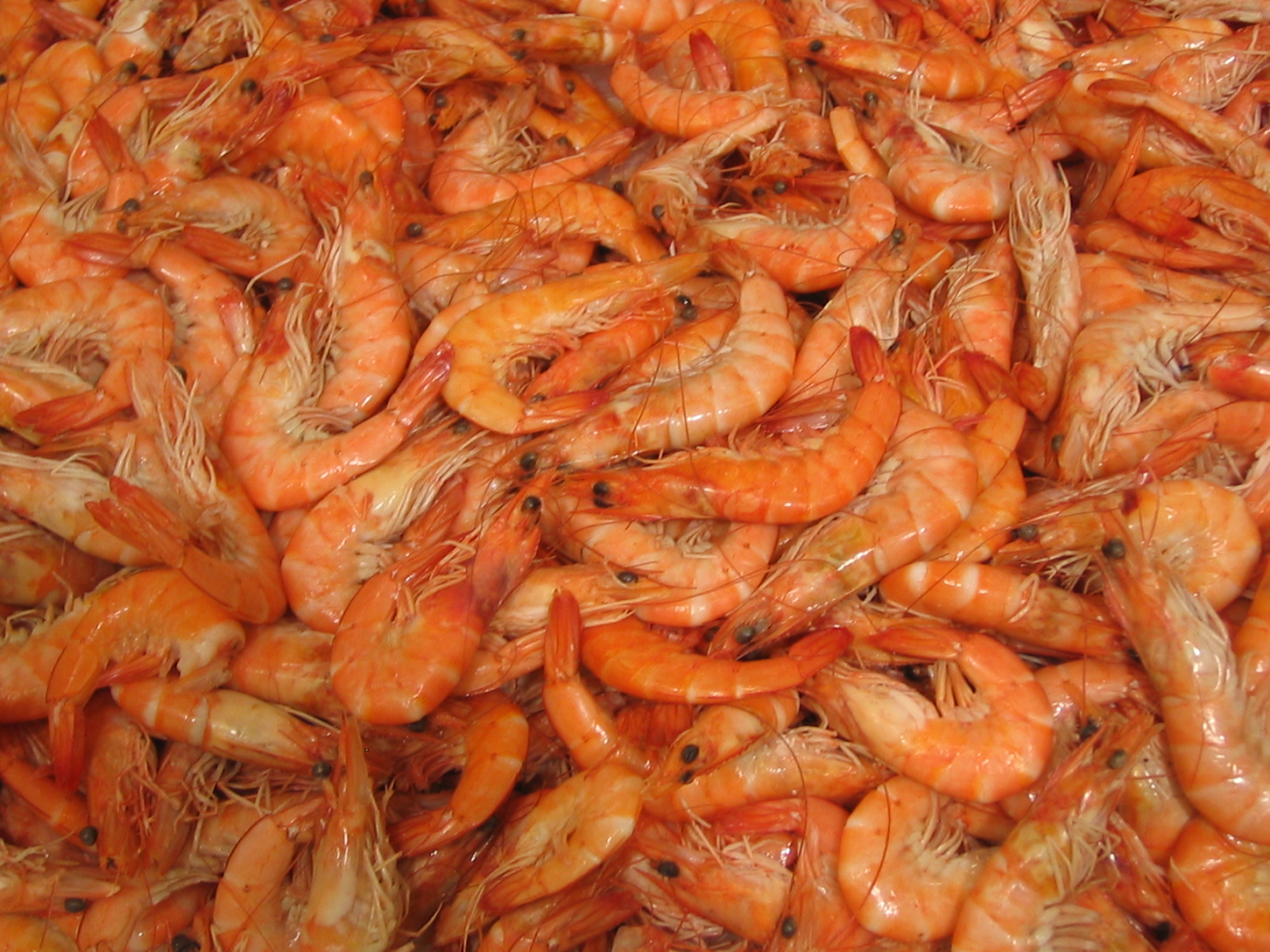
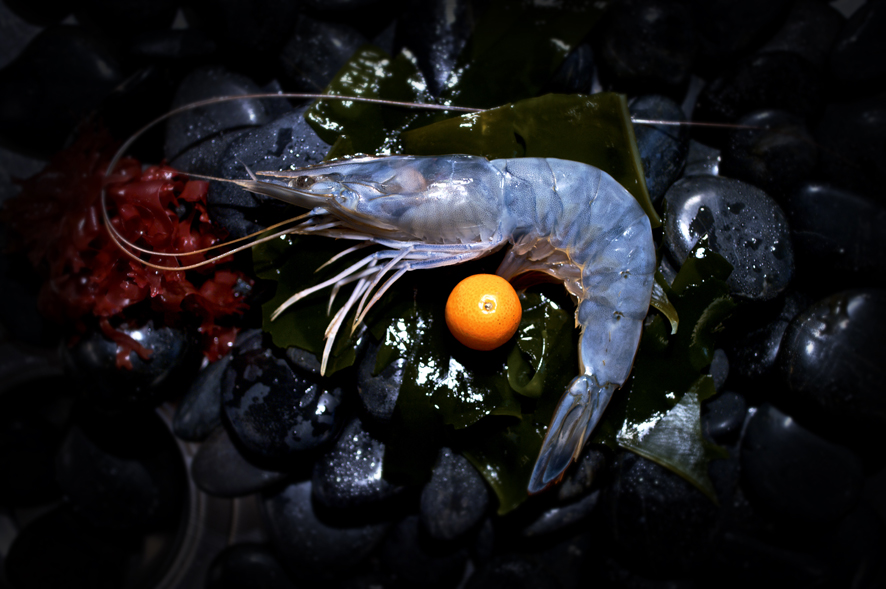
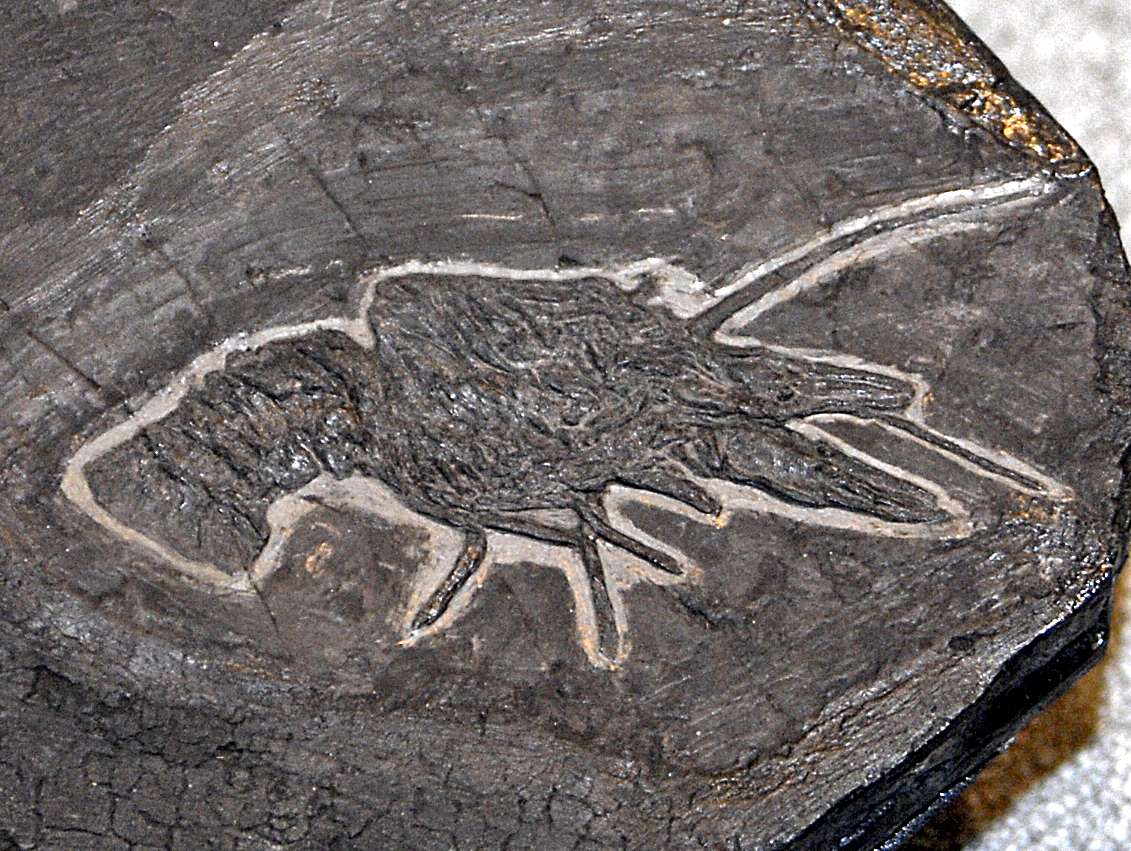